# Associação Esportiva Tupinambás

O Tupinambás é um clube de futebol amador da cidade de Belo Horizonte, Minas Gerais, Brasil. Foi fundado em 1947. Possui equipe amadora adulto, além de trabalhar nas categorias de base.[carece de fontes?]
Tem destaque no cenário estadual do futebol feminino, tendo se sagrado o primeiro campeão mineiro. Em 2010, desistiu de disputar o campeonato.

## Títulos
- Campeão Mineiro de Futebol Feminino : 2005
- Vice-Campeão Mineiro de Futebol Feminino : 2006